# Vachellia valida
Vachellia valida là một loài thực vật có hoa trong họ Đậu. Loài này được (Tindale & Kodela) Kodela mô tả khoa học đầu tiên năm 2006.